# Deutschlandfunk
Deutschlandfunk (DLF) är Deutschlandradios radiokanal för information och kultur. Kanalen började sända 1962 och har sitt huvudkontor i Köln. Den sände på ett flertal europeiska språk, bland annat svenska, under senare delen av 1900-talet.